# Chinasat
ChinaSat es una familia de satélites de comunicaciones operados por la China Direct Broadcast Satellite Company (China DBSAT). Los satélites anteriormente eran operados por China Satellite Communications Corporation y antes de eso por China Telecommunications Broadcast Satellite Corporation, la cual era propiedad del Ministerio de Correo y Telecomunicaciones de China.
Los satélites que anteriormente eran operados por la Sino Satellite Communications Company y la China Orient Telecommunications Satellite Company fueron renombrados con las designaciones Chinasat tras la fusión con China Satellite Communications Corporation para formar China DBSAT. ChinaStar 1 pasó a ser Chinasat 5A, Sinosat-1 a Chinasat 5B y Sinosat-3 a Chinasat 5C.

## Chinasat 6B
El satélite Chinasat 6B ha sido fabricado por Thales Alenia Space. Dispone de 38 transpondedores y se utiliza para transmisiones de televisión y de onda corta a través de China, el Sudeste Asiático, el Pacífico y Oceanía. Tiene una vida útil prevista de 15 años. Thales Alenia Space construyó el satélite sin ningún tipo de componentes procedentes de los Estados Unidos. Esto le permitió ser lanzado en un vehículo de lanzamiento chino sin violar las restricciones del Reglamento Internacional De Tráfico De Armas de Estados Unidos. El lanzamiento se realizó con una lanzadera espacial Long March 3B el 5 de julio de 2007.

## Chinasat 9
El 9 de junio de 2008 la China Great Wall Industrial Corporation uso un Long March 3B en la plataforma 2 del Centro de Lanzamiento de Satélites de Xichang para lanzar Chinasat 9.